# Erythrobapta
Erythrobapta es un género de insecto coleóptero de la familia Chrysomelidae.

## Especies
Las especies de este género son:
- Erythrobapta bennigseni Weise, 1902
- Erythrobapta gracilis Weise, 1902
- Erythrobapta punctipennis Weise, 1902
- Erythrobapta scutellaris Weise, 1902
- Erythrobapta variicornis Weise, 1902
- Erythrobapta viridipennis Laboissiere, 1932
- Erythrobapta zambeziana Laboissiere, 1931